# 시라토리 테츠
시라토리 테츠(일본어: 白鳥 哲 しらとり てつ[*], 1972년 3월 21일 ~ )는 일본의 성우, 배우, 영화 감독. 도쿄도 출신. 코드기어스 반역의 를르슈에서 로이드 역을 맡았다.

## 애니메이션
- 무한의 리바이어스 - 아이바 코우지
- 코드 기아스 부활의 를르슈 - 로이드